# Uda (Nara)

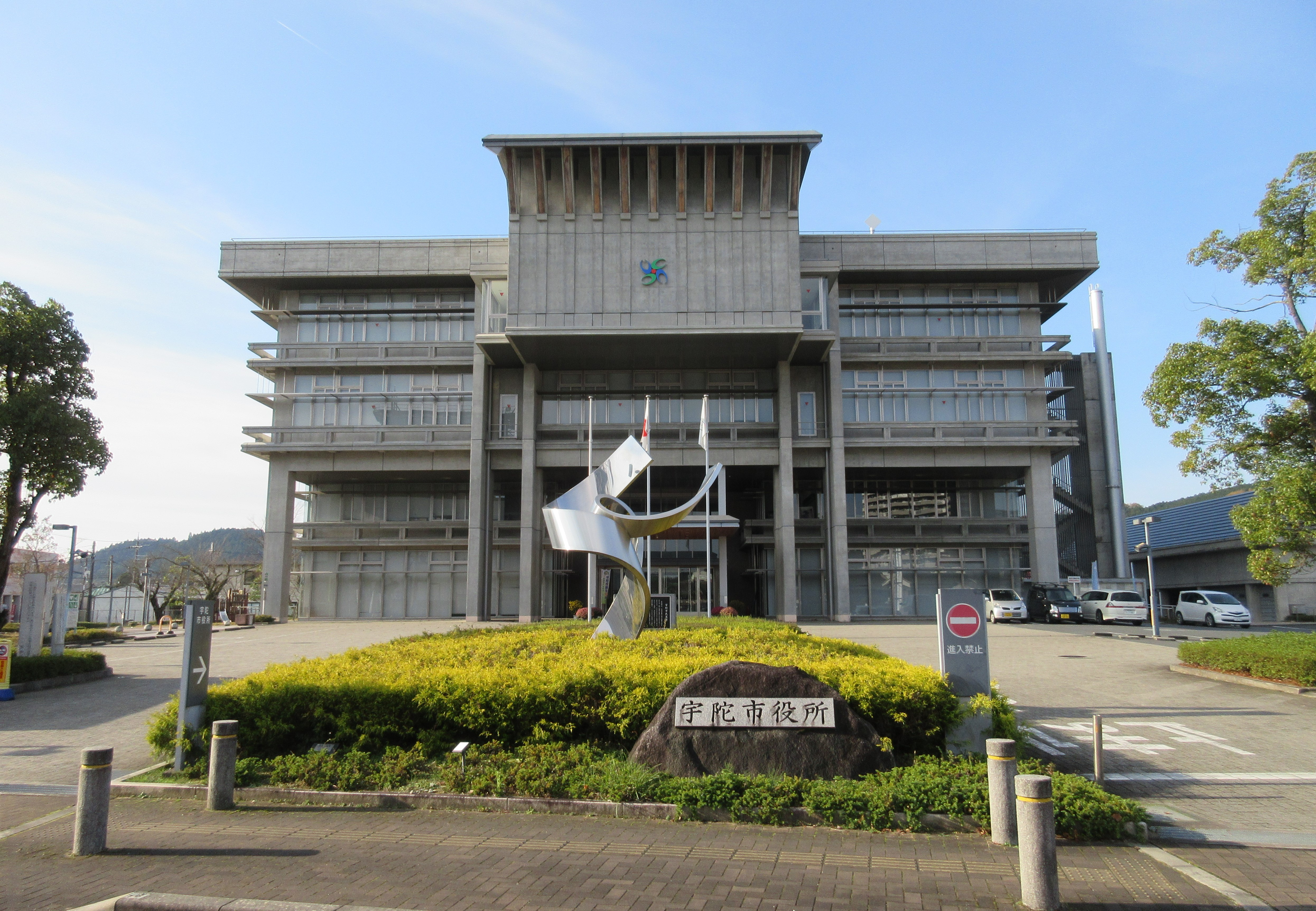
Ajuntament d'Uda

Uda (宇陀市, Uda-shi) és una ciutat i municipi de la prefectura de Nara, a la regió de Kansai, Japó. El nom de la ciutat vé donat pel districte d'Uda, ja que el municipi es creà mitjançant una recent fusió de petits municipis del districte l'any 2006 amb l'excepció de Mitsue i Soni, els únics que encara resten independents al districte.

## Geografia
La ciutat d'Uda es troba localitzada a la part nord-est de la prefectura de Nara, trobant-se envoltada de muntanyes per totes les direccions. El terme municipal d'Uda limita amb els de Nara i Yamazoe al nord; amb Yoshino i Higashi-Yoshino al sud; amb Soni i Nabari, aquesta última pertanyent a la prefectura de Mie, a l'est i amb Sakurai a l'oest.

### Clima
La ciutat d'Uda té un clima subtropical humit, el qual és calent i humid a l'estiu, amb temperatures mitjanes de vora 30 graus, i amb hiverns freds, quan baixa la temperatura dràsticament fins vora els 0 graus.

## Història
Des del període Nara fins a la fi del període Tokugawa, la zona on actualment es troba localitzada la ciutat d'Uda, va pertànyer a l'antiga província de Yamato. L'1 de gener de 2006, les viles de Ôuda, Utano i Haibara, així com el poble de Murô, tots ells pertanyents al districte d'Uda, es van fusionar creant així l'actual ciutat. Durant el procés de fusió, els pobles de Mitsue i Soni van debatre integrar-se al nou projecte de ciutat, però finalment aquesta idea fou rebutjada i actualment (2020), són els dos únics municipis restants del districte d'Uda. La practica totalitat dels municipis del districte des de la fundació d'aquest es troben avui dia integrats en la nova ciutat.

## Administració

### Alcaldes
- Sadao Maeda (2006-2010)
- Mikio Takeuchi (2010-2018)
- Shōji Takami (2018-2020)
- Kazutoshi Kongō (2020-present)

## Demografia
| 1920   | 1930   | 1940   | 1950   | 1960   | 1970   | 1980   |
| ------ | ------ | ------ | ------ | ------ | ------ | ------ |
| ND     | ND     | ND     | 43.376 | 41.569 | 37.963 | 41.101 |
| 1990   | 2000   | 2010   | 2020   | 2030   | 2040   | 2050   |
| 41.736 | 39.762 | 34.233 | 27.910 | -      | -      | -      |

## Transport

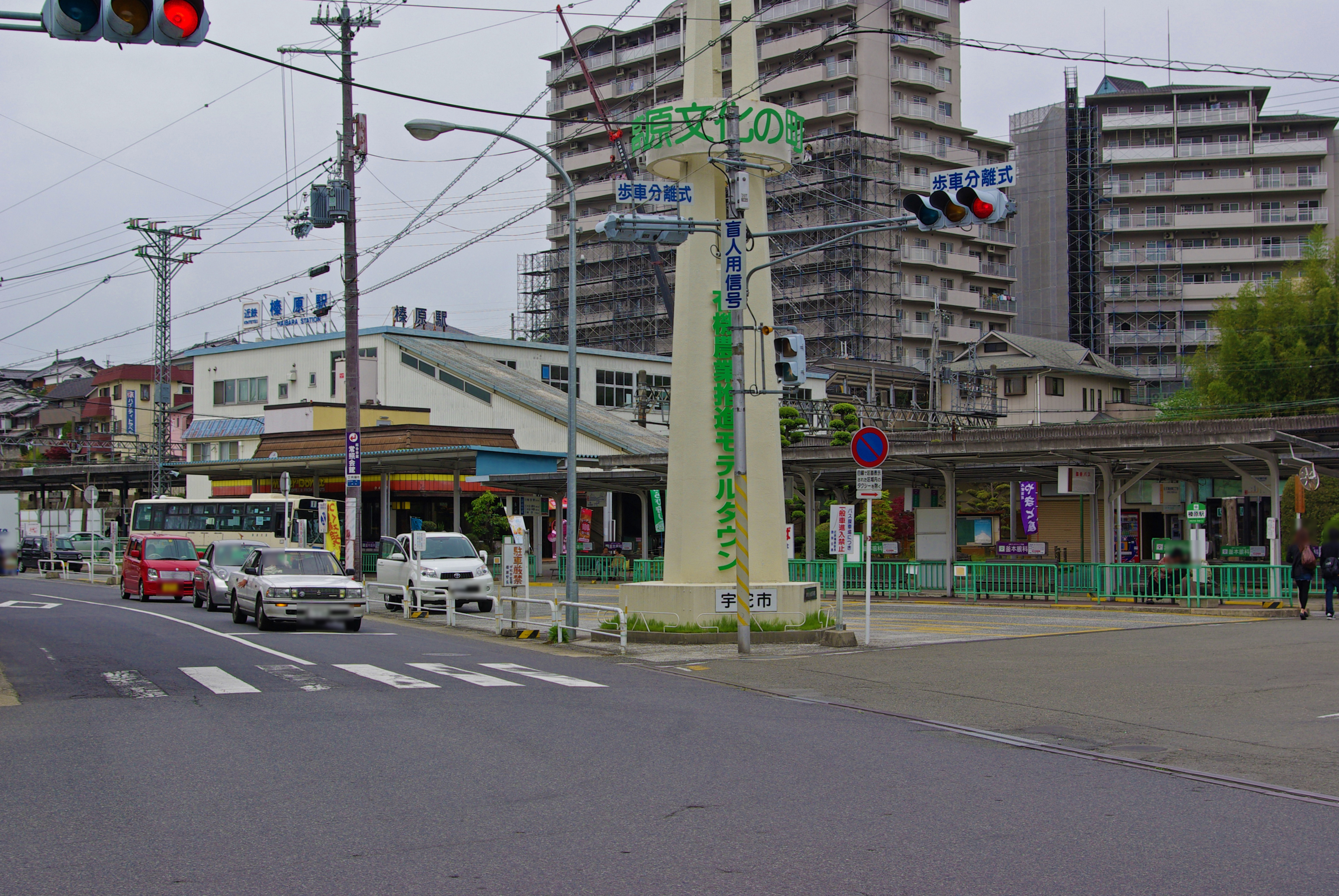
Estació de Haibara

### Ferrocarril
- Ferrocarril Kinki Nippon (Kintetsu)
  - Haibara - Murōguchi-Ōno - Sanbonmatsu

### Carretera
- Nacional 165 - Nacional 166 - Nacional 369 - Nacional 370
- Carreteres d'àmbit prefectural de Nara.

#### Autocar
- Nara Kōtsu
- Autobus municipal d'Uda.